# Vieux phare de Nash Point
Le vieux phare de Nash Point était un phare situé sur le promontoire nommé Nash point (en gallois : Trwyn yr As) sur la Monknash Coast (en), un site d'intérêt scientifique particulier près de St Donats dans le comté de Vale of Glamorgan, au sud du Pays de Galles.
Ce phare est géré par le Trinity House Lighthouse Service à Londres, l'organisation de l'aide maritime des côtes du pays de Galles.

## Histoire
Le vieux phare de Nash Point a été conçu et construit en 1832 par James Walker, l'ingénieur en chef pour Trinity House. La tour en pierre ronde de 20 m, avec galerie, est attachée à une ancienne maison d'un seul étage des gardiens. La lanterne a été enlevée. La station entière a peint blanc. Le phare est inactif depuis le début des années 1920.
Les maisons des gardiens sont disponibles pour la location de vacances. Ce site est localisé a environ 5 km à l'ouest de Llanwit, près de St Donats, accessible par la route ou en marchant sur le chemin côtier. Le site ouvert, 

### Liens connexes
- Liste des phares du pays de Galles
- Phare de Nash Point